# Kálmán Tisza
Kálmán Tisza de Borosjenő (16. prosince 1830 Oradea – 23. března 1902 Budapešť) byl maďarský politik. Patnáct let (1875–1890) byl premiérem maďarské (zalitavské) vlády, což z něj činí druhého nejdéle sloužícího předsedu vlády v maďarské historii. Byl také ministrem vnitra v letech 1875–87 a ministrem financí v letech 1878 a 1887–89. Jeho syn István Tisza se stal rovněž premiérem (v letech 1903–1905 a 1913–1917).

## Život
Pocházel z kalvínské statkářské rodiny. V letech 1848–1849 byl členem revoluční vlády, po porážce revoluce musel odejít načas do zahraničí. Navštěvoval tehdy přednášky na berlínské univerzitě a cestoval po Belgii, Francii a Anglii. Do Maďarska se vrátil roku 1852. Po uvolnění poměrů v roce 1861 (Únorová ústava) začal se politicky angažovat po boku László Telekiho. Po Telekiho sebevraždě v roce 1861 převzal vedení jeho strany Határozati Párt. Od roku 1865 vedl stranu Levý střed (Balközép), která se posléze vyhraňovala proti rakousko-uherskému vyrovnání z roku 1867, považovala ho za nedostatečné, usilovala o pouhou personální unii s Rakouskem a žádala zvláště zřízení samostatné uherské armády. Byla druhou nejsilnější stranou v zemi, po Deákově straně (Deák Párt). V roce 1875, motivován ekonomickými otřesy hospodářské krize z roku 1873, dohodl ovšem Tisza sloučení těchto dvou stran a vznikla Liberální strana (Szabadelvű Párt). Tisza se postavil do jejího čela a zavázal se respektovat vyrovnání z roku 1867, což také do konce své politické kariéry činil, jakkoli se zejména v počátcích své vlády pokoušel o jisté rozvážení poměrů, například usiloval o zřízení vlastní centrální banky - ovšem nakonec vždy zvolil kompromis. Sloučení dvou nejsilnějších stran v zemi vytvořilo mocnou politickou sílu, která dominovala maďarské politice třicet let. Jako premiér byl tvůrcem řady reforem, které pozdvihly uherské hospodářství a rozjely naplno v Uhersku průmyslovou revoluci, zejména po roce 1878. V národnostní politice bojoval proti emancipaci menšin (Slováci, Chorvati) a tlačil na jejich maďarizaci, zejména prostřednictvím školské politiky. Na post předsedy vlády rezignoval v roce 1890 na protest proti údajnému zasahování rakouského císaře Františka Josefa I. do svých pravomocí. Hlavní slovo ve straně si však udržel nadále, téměř až do své smrti.